# Roger Heinkelé

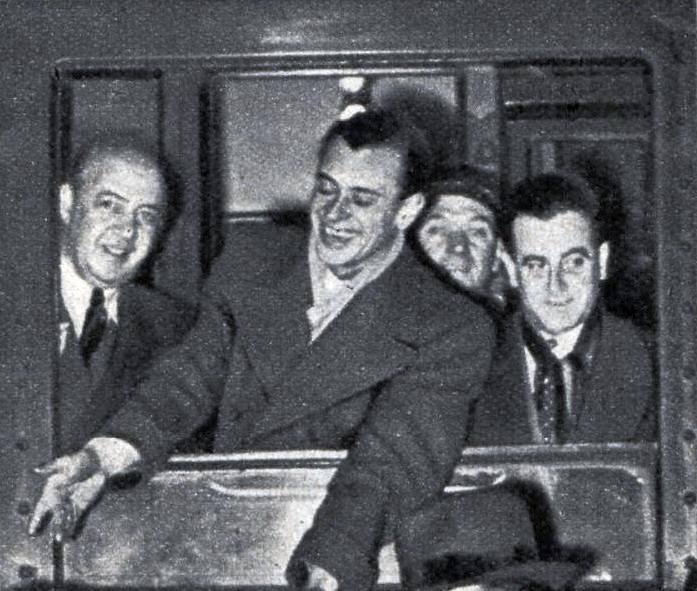
Roger Heinkele en décembre 1937, en partance en train pour aller disputer un match amical à Moscou (avec Tarsis).

Roger Heinkelé, dit Monsieur Roger, né le 6 janvier 1913 à Vincennes et mort le 24 avril 2001 à Neuilly-sur-Seine, est un plongeur français des années 1930 (principal rival national alors Georges André) et 1940, licencié au S.C.U.F. essentiellement, puis au R.C.F..

## Biographie
En 1931, il obtient un premier titre de Champion de la ville de Paris, à 18 ans.
En février 1935, il gagne le premier tournoi international britannique organisé à Londres par le Highgate Diving Club (notamment devant Tomalin, alors favoris).
En 1936 et 1937, il obtient les titres nationaux de tremplin 3 mètres et haut vol 10 mètres , et il devient en décembre 1937 professionnel dans sa discipline (tout comme Jean Taris),.
En janvier 1938, il rentre d'un tournoi amical face à l'U.R.S.S. à Moscou, notamment avec Taris, alors que les échanges entre les deux états sont sportivement assez rares.
Il devient après-guerre Champion d'Europe de plongeon au tremplin de trois mètres en 1947, au mois de septembre en Principauté de Monaco.
Il participe à deux reprises aux épreuves de plongeon aux Jeux olympiques, en 1936 (12e de sa discipline à 3 mètres), et en 1948 (14e alors, à 35 ans).

## Liens externes

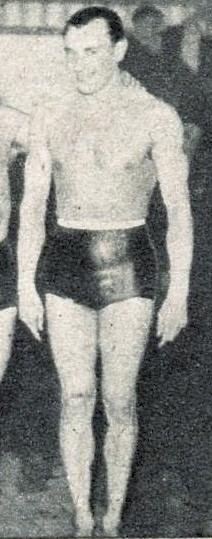
Roger Heinkele en janvier 1944 (piscine Ledru-Rollin, Paris).